# Don't Kill the Magic
| Críticas profissionais                                                      | Críticas profissionais |
| Avaliações da crítica                                                       | Avaliações da crítica  |
| Fonte                                                                       | Avaliação              |
| --------------------------------------------------------------------------- | ---------------------- |
| AllMusic                                                                    | [ 2 ]                  |
| Herald-Tribune Online                                                       | B+                     |
| Newsday                                                                     | C                      |
| Renowned For Sound                                                          | [ 5 ]                  |
| Esta tabela precisa de ser acompanhada por texto em prosa. Consulte o guia. |                        |

Don’t Kill the Magic é o álbum de estreia da banda de reggae canadense Magic!. Foi lançado em 1° de julho de 2014 pela gravadora RCA Records. O lançamento do disco foi anunciado no site oficial da gravadora no dia 19 de maio de 2014. A partir de 04 de março de 2014, a banda lançou, no youtube, teasers, com trechos de algumas músicas do cd, para divulgação da data de lançamento do álbum.
O álbum estreou em 6° na Billboard 200 com vendas próximas a 36.000 cópias na primeira semana.

## Singles
O álbum teve como primeiro single a música “Rude”, lançada em 11 de outubro de 2013, que alcançou o 6° lugar na parada canadense, Canadian Hot 100 e a 1ª posição na Billboard Hot 100, a parada mais importante nos Estados Unidos, além de também chegar ao topo nas paradas do Reino Unido e no top 10 da Austrália, Nova Zelândia, Dinamarca, Holanda e Suécia, entre outros.
"Don't Kill the Magic" foi lançada como single com clipe na Austrália e na Nova Zelândia no dia 04 de abril de 2014, alcançando a posição 53 na Austrália. Além disso, o single alcançou a 22ª posição na Canadian Hot 100, mesmo não sendo disponibilizada para venda no país.
Em 20 de agosto de 2014, a banda lançou o vídeo lírico da música "Let Your Hair Down", cotado para ser o próximo single oficial da banda.

## Faixas
| Edição padrão  |                                    |                                                                     |                                    |         |  |
| N.º            | Título                             | Compositor(es)                                                      | Produtores                         | Duração |  |
| 1.             | "Rude"                             | Nasri Atweh, Adam Messinger, Mark Pellizzer, Ben Spivak, Alex Tanas | Messinger                          | 3:44    |  |
| 2.             | "No Evil"                          | Atweh, Messinger, Pellizzer, Tanas                                  | Messinger, Atweh, Pellizzer, Tanas | 3:22    |  |
| 3.             | "Let Your Hair Down"               | Atweh, Messinger, Tanas                                             | Atweh, Messinger, Pellizzer, Tanas | 4:25    |  |
| 4.             | "Stupid Me"                        | Atweh, Messinger, Pellizzer, Tanas                                  | Atweh, Messinger, Pellizzer, Tanas | 3:44    |  |
| 5.             | "No Way No"                        | Atweh, Messinger, Pellizzer, Tanas                                  | Atweh, Messinger, Tanas            | 3:51    |  |
| 6.             | "Paradise"                         | Atweh, Messinger, Pellizzer                                         | Messinger                          | 3:55    |  |
| 7.             | "Don't Kill the Magic"             | Atweh, Messinger, Pellizzer                                         | Atweh, Messinger, Pellizzer, Tanas | 3:37    |  |
| 8.             | "One Woman One Man"                | Atweh                                                               | Messinger, Atweh                   | 3:59    |  |
| 9.             | "Little Girl Big World"            | Atweh, Messinger                                                    | Messinger                          | 3:23    |  |
| 10.            | "Mama Didn't Raise No Fool"        | Atweh, Messinger                                                    | Messinger                          | 4:07    |  |
| 11.            | "How Do You Want to Be Remembered" | Atweh, Messinger, Pellizzer, Spivak, Tanas                          | Atweh, Messinger                   | 4:03    |  |
| Duração total: | Duração total:                     | Duração total:                                                      | Duração total:                     | 42:10   |  |

## Desempenho comercial
Don't Kill the Magic, estreou na Billboard 200 com vendas próximas a 36.000 cópias na primeira semana e no Canadá em 6° lugar. Nos outros países, exceto na Austrália e Suécia, sua estréia ficou entre o top 30.